# UEFA Champions League slutspil 2013-14
Slutspillet i UEFA Champions League 2013-14 startede den 18. februar 2014 og sluttede den 24. juni 2015 med finalen på Estádio da Luz i Lissabon, Portugal. 16 hold deltog i slutspillet i UEFA Champions League 2014-15.
Tiderne der er angivet frem til den 29. marts 2015 er CET (UTC+01:00), derefter (kvartfinalerne og derefter) er tiderne angivet i sommertid.

## Format
Slutspillet involvere de seksten hold der blev enten nummer et eller to i deres respektive grupper i gruppespillet.
Hver runde i slutspillet, udover finalen, bliver spillet over to kampe, hvor hvert hold har en kamp på hjemmebane. Holdet med den højeste samlede score efter de to kampe går videre til næste runde. Hvis det skulle ske, at de står uafgjort efter to kampe, bruges reglen om udebanemål - altså det hold der scorede flest mål på udenbane, går videre. Hvis også dette er uafgjort, vil der blive spillet 30 minutters ekstra spilletid, opdelt i to halvlege af 15 minutter. Reglen om udebanemål bruges igen efter forlænget spillet tid, altså hvis der scores mål i den forlængede spilletid, men stillingen stadig er uafgjort. Hvis der ikke scores mål i den forlængede spilletid, bliver det afgjort i en straffesparkskonkurrence. I finalen bliver der blot spillet én enkelt kamp. Hvis den ender uafgjort, går den i forlænget spilletid og herefter i straffesparkskonkurrence.
I lodtrækningen til ottendedelsfinalerne er de otte gruppevindere seedet, og de otte der blev nummer to, er ikke-seedet. Et seedet hold bliver trukket mod et useedet hold, hvor det seedet hold er værter for returkampen. Hold fra samme gruppe eller samme association kan ikke blive trukket mod hinanden. I lodtrækning fra kvartfinalerne er der ingen seedning, og hold fra samme gruppe eller association kan blive trukket mod hinanden.

## Runder og lodtrækningsdatoer
Alle lodtrækninger fandt sted i UEFA's hovedkvarter i Nyon i Schweiz.
| Runde              | Lodtrækningsdato        | Første runde                             | Anden runde                              |
| ------------------ | ----------------------- | ---------------------------------------- | ---------------------------------------- |
| Ottendedelsfinaler | 16. december 2013 12:00 | 18.–19. & 25.–26. februar 2014           | 11.–12. & 18.–19. marts 2014             |
| Kvartfinaler       | 21. marts 2014 12:00    | 1.–2. april 2014                         | 8.–9. april 2014                         |
| Semifinaler        | 11. april 2014 12:00    | 22.–23. april 2014                       | 29.–30. april 2014                       |
| Finale             | 11. april 2014 12:00    | 24. maj 2014 på Estádio da Luz, Lissabon | 24. maj 2014 på Estádio da Luz, Lissabon |

## Kvalificerede hold
| Gruppe | Vinder (seedet i ottendedelsfinalen) | Nummer to (useedet i ottendedelsfinalen) |
| ------ | ------------------------------------ | ---------------------------------------- |
| A      | Manchester United                    | Bayer Leverkusen                         |
| B      | Real Madrid                          | Galatasaray S.K.                         |
| C      | Paris Saint-Germain                  | Olympiakos                               |
| D      | Bayern München                       | Manchester City                          |
| E      | Chelsea                              | Schalke 04                               |
| F      | Borussia Dortmund                    | Arsenal                                  |
| G      | Atlético Madrid                      | Zenit Skt. Petersborg                    |
| H      | Barcelona                            | Milan                                    |

## Overblik
|  | Ottendedelsfinaler    | Ottendedelsfinaler | Ottendedelsfinaler | Ottendedelsfinaler |   |                     | Kvartfinaler | Kvartfinaler | Kvartfinaler | Kvartfinaler |  |                 | Semifinaler | Semifinaler | Semifinaler | Semifinaler |                      |   | Finale | Finale |
|  |                       |                    |                    |                    |   |                     |              |              |              |              |  |                 |             |             |             |             |                      |   |        |        |
|  | Schalke 04            | 1                  | 1                  | 2                  |   |                     |              |              |              |              |  |                 |             |             |             |             |                      |   |        |        |
|  | Real Madrid           | 6                  | 3                  | 9                  |   |                     |              |              |              |              |  |                 |             |             |             |             |                      |   |        |        |
|  | Real Madrid           | 6                  | 3                  | 9                  |   | Real Madrid         | 3            | 0            | 3            |              |  |                 |             |             |             |             |                      |   |        |        |
|  |                       |                    |                    |                    |   | Real Madrid         | 3            | 0            | 3            |              |  |                 |             |             |             |             |                      |   |        |        |
|  |                       | Borussia Dortmund  | 0                  | 2                  | 2 |                     |              |              |              |              |  |                 |             |             |             |             |                      |   |        |        |
|  | Zenit Skt. Petersborg | Borussia Dortmund  | 0                  | 2                  | 2 | 2                   | 2            | 4            |              |              |  |                 |             |             |             |             |                      |   |        |        |
|  | Zenit Skt. Petersborg |                    |                    |                    |   | 2                   | 2            | 4            |              |              |  |                 |             |             |             |             |                      |   |        |        |
|  | Borussia Dortmund     | 4                  | 1                  | 5                  |   |                     |              |              |              |              |  |                 |             |             |             |             |                      |   |        |        |
|  | Borussia Dortmund     | 4                  | 1                  | 5                  |   |                     |              |              |              |              |  | Real Madrid     | 1           | 4           | 5           |             |                      |   |        |        |
|  |                       |                    |                    |                    |   |                     |              |              |              |              |  | Real Madrid     | 1           | 4           | 5           |             |                      |   |        |        |
|  |                       | Bayern München     | 0                  | 0                  | 0 |                     |              |              |              |              |  |                 |             |             |             |             |                      |   |        |        |
|  | Olympiakos            | Bayern München     | 0                  | 0                  | 0 | 2                   | 0            | 2            |              |              |  |                 |             |             |             |             |                      |   |        |        |
|  | Olympiakos            |                    |                    |                    |   | 2                   | 0            | 2            |              |              |  |                 |             |             |             |             |                      |   |        |        |
|  | Manchester United     | 0                  | 3                  | 3                  |   |                     |              |              |              |              |  |                 |             |             |             |             |                      |   |        |        |
|  | Manchester United     | 0                  | 3                  | 3                  |   | Manchester United   | 1            | 1            | 2            |              |  |                 |             |             |             |             |                      |   |        |        |
|  |                       |                    |                    |                    |   | Manchester United   | 1            | 1            | 2            |              |  |                 |             |             |             |             |                      |   |        |        |
|  |                       | Bayern München     | 1                  | 3                  | 4 |                     |              |              |              |              |  |                 |             |             |             |             |                      |   |        |        |
|  | Arsenal               | Bayern München     | 1                  | 3                  | 4 | 0                   | 1            | 1            |              |              |  |                 |             |             |             |             |                      |   |        |        |
|  | Arsenal               |                    |                    |                    |   | 0                   | 1            | 1            |              |              |  |                 |             |             |             |             |                      |   |        |        |
|  | Bayern München        | 2                  | 1                  | 3                  |   |                     |              |              |              |              |  |                 |             |             |             |             |                      |   |        |        |
|  | Bayern München        | 2                  | 1                  | 3                  |   |                     |              |              |              |              |  |                 |             |             |             |             | Real Madrid (e.f.s.) | 4 |        |        |
|  |                       |                    |                    |                    |   |                     |              |              |              |              |  |                 |             |             |             |             |                      | 4 |        |        |
|  |                       | Atlético Madrid    | 1                  |                    |   |                     |              |              |              |              |  |                 |             |             |             |             |                      |   |        |        |
|  | Manchester City       | Atlético Madrid    | 1                  | 0                  | 1 | 1                   |              |              |              |              |  |                 |             |             |             |             |                      |   |        |        |
|  | Manchester City       |                    |                    | 0                  | 1 | 1                   |              |              |              |              |  |                 |             |             |             |             |                      |   |        |        |
|  | Barcelona             | 2                  | 2                  | 4                  |   |                     |              |              |              |              |  |                 |             |             |             |             |                      |   |        |        |
|  | Barcelona             | 2                  | 2                  | 4                  |   | Barcelona           | 1            | 0            | 1            |              |  |                 |             |             |             |             |                      |   |        |        |
|  |                       |                    |                    |                    |   | Barcelona           | 1            | 0            | 1            |              |  |                 |             |             |             |             |                      |   |        |        |
|  |                       | Atlético Madrid    | 1                  | 1                  | 2 |                     |              |              |              |              |  |                 |             |             |             |             |                      |   |        |        |
|  | Milan                 | Atlético Madrid    | 1                  | 1                  | 2 | 0                   | 1            | 1            |              |              |  |                 |             |             |             |             |                      |   |        |        |
|  | Milan                 |                    |                    |                    |   | 0                   | 1            | 1            |              |              |  |                 |             |             |             |             |                      |   |        |        |
|  | Atlético Madrid       | 1                  | 4                  | 5                  |   |                     |              |              |              |              |  |                 |             |             |             |             |                      |   |        |        |
|  | Atlético Madrid       | 1                  | 4                  | 5                  |   |                     |              |              |              |              |  | Atlético Madrid | 0           | 3           | 3           |             |                      |   |        |        |
|  |                       |                    |                    |                    |   |                     |              |              |              |              |  | Atlético Madrid | 0           | 3           | 3           |             |                      |   |        |        |
|  |                       | Chelsea            | 0                  | 1                  | 1 |                     |              |              |              |              |  |                 |             |             |             |             |                      |   |        |        |
|  | Bayer Leverkusen      | Chelsea            | 0                  | 1                  | 1 | 0                   | 1            | 1            |              |              |  |                 |             |             |             |             |                      |   |        |        |
|  | Bayer Leverkusen      |                    |                    |                    |   | 0                   | 1            | 1            |              |              |  |                 |             |             |             |             |                      |   |        |        |
|  | Paris Saint-Germain   | 4                  | 2                  | 6                  |   |                     |              |              |              |              |  |                 |             |             |             |             |                      |   |        |        |
|  | Paris Saint-Germain   | 4                  | 2                  | 6                  |   | Paris Saint-Germain | 3            | 0            | 3            |              |  |                 |             |             |             |             |                      |   |        |        |
|  |                       |                    |                    |                    |   | Paris Saint-Germain | 3            | 0            | 3            |              |  |                 |             |             |             |             |                      |   |        |        |
|  |                       | Chelsea (u)        | 1                  | 2                  | 3 |                     |              |              |              |              |  |                 |             |             |             |             |                      |   |        |        |
|  | Galatasaray           | Chelsea (u)        | 1                  | 2                  | 3 | 1                   | 0            | 1            |              |              |  |                 |             |             |             |             |                      |   |        |        |
|  | Galatasaray           |                    |                    |                    |   | 1                   | 0            | 1            |              |              |  |                 |             |             |             |             |                      |   |        |        |
|  | Chelsea               | 1                  | 2                  | 3                  |   |                     |              |              |              |              |  |                 |             |             |             |             |                      |   |        |        |

## Ottendedelsfinaler
| Hold 1                 | Samlet | Hold 2              | 1. kamp | 2. kamp |
| ---------------------- | ------ | ------------------- | ------- | ------- |
| Manchester City        | 1–4    | Barcelona           | 0–2     | 1–2     |
| Olympiakos             | 2–3    | Manchester United   | 2–0     | 0–3     |
| Milan                  | 1–5    | Atlético Madrid     | 0–1     | 1–4     |
| Bayer Leverkusen       | 1–6    | Paris Saint-Germain | 0–4     | 1–2     |
| Galatasaray S.K.       | 1–3    | Chelsea             | 1–1     | 0–2     |
| Schalke 04             | 2–9    | Real Madrid         | 1–6     | 1–3     |
| Zenit Sankt Petersborg | 4–5    | Borussia Dortmund   | 2–4     | 2–1     |
| Arsenal                | 1–3    | Bayern München      | 0–2     | 1–1     |

### Første kamp
| 18. februar 2014 20:45 |

| Manchester City | 0–2     | Barcelona                      |
| --------------- | ------- | ------------------------------ |
|                 | Rapport | Messi 54' (str.) · Alves 90' · |

| Etihad Stadion, Manchester Tilskuere: 46.033 Dommer: Jonas Eriksson (Sverige) |

| 18. februar 2014 20:45 |

| Bayer Leverkusen | 0–4     | Paris Saint-Germain                                     |
| ---------------- | ------- | ------------------------------------------------------- |
|                  | Rapport | Matuidi 3' · Ibrahimović 39' (str.), 42' · Cabaye 88' · |

| BayArena, Leverkusen Tilskuere: 29.412 Dommer: Viktor Kassai (Ungarn) |

| 19. februar 2014 20:45 |

| Milan | 0–1     | Atlético Madrid |
| ----- | ------- | --------------- |
|       | Rapport | Costa 83' ·     |

| San Siro, Milano Tilskuere: 65.890 Dommer: Pedro Proença (Portugal) |

| 19. februar 2014 20:45 |

| Arsenal | 0–2     | Bayern München           |
| ------- | ------- | ------------------------ |
|         | Rapport | Kroos 54' · Müller 88' · |

| Emirates Stadion, London Tilskuere: 59.911 Dommer: Nicola Rizzoli (Italien) |

| 25. februar 2014 18:00 |

| Zenit Sankt Petersborg       | 2–4     | Borussia Dortmund                                |
| ---------------------------- | ------- | ------------------------------------------------ |
| Shatov 57' · Hulk 69' (str.) | Rapport | Mkhitaryan 4' · Reus 5' · Lewandowski 61', 71' · |

| Petrovsky Stadion, Sankt Petersborg Tilskuere: 15.099 Dommer: William Collum (Skotland) |

| 25. februar 2014 20:45 |

| Olympiakos                   | 2–0     | Manchester United |
| ---------------------------- | ------- | ----------------- |
| Domínguez 38' · Campbell 55' | Rapport |                   |

| Karaiskakis Stadion, Piraeus Tilskuere: 29.815 Dommer: Gianluca Rocchi (Italien) |

| 26. februar 2014 20:45 |

| Galatasaray S.K. | 1–1     | Chelsea     |
| ---------------- | ------- | ----------- |
| Chedjou 65'      | Rapport | Torres 9' · |

| Türk Telekom Arena, Istanbul Tilskuere: 49.194 Dommer: Carlos Velasco Carballo (Spanien) |

| 26. februar 2014 20:45 |

| Schalke 04      | 1–6     | Real Madrid                                           |
| --------------- | ------- | ----------------------------------------------------- |
| Huntelaar 90+1' | Rapport | Benzema 13', 57' · Bale 21', 69' · Ronaldo 52', 89' · |

| Veltins-Arena, Gelsenkirchen Tilskuere: 54.442 Dommer: Howard Webb (England) |

### Returkamp
| 11. marts 2014 20:45 |

| Atlético Madrid                        | 4–1     | Milan      |
| -------------------------------------- | ------- | ---------- |
| Costa 3', 85' · Turan 40' · García 71' | Rapport | Kaká 27' · |

| Vicente Calderón, Madrid Tilskuere: 49.186 Dommer: Mark Clattenburg (England) |

Atlético Madrid vandt 5–1 samlet.
| 11. marts 2014 20:45 |

| Bayern München     | 1–1     | Arsenal        |
| ------------------ | ------- | -------------- |
| Schweinsteiger 55' | Rapport | Podolski 57' · |

| Allianz Arena, München Tilskuere: 68.000 Dommer: Svein Oddvar Moen (Norge) |

Bayern München vandt 3–1 samlet.
| 12. marts 2014 20:45 |

| Barcelona               | 2–1     | Manchester City |
| ----------------------- | ------- | --------------- |
| Messi 67' · Alves 90+1' | Rapport | Kompany 89' ·   |

| Camp Nou, Barcelona Tilskuere: 85.957 Dommer: Stéphane Lannoy (Frankrig) |

Barcelona vandt 4–1 samlet.
| 12. marts 2014 20:45 |

| Paris Saint-Germain          | 2–1     | Bayer Leverkusen |
| ---------------------------- | ------- | ---------------- |
| Marquinhos 13' · Lavezzi 53' | Rapport | Sam 6' ·         |

| Parc des Princes, Paris Tilskuere: 45.596 Dommer: Ivan Bebek (Kroatien) |

Paris Saint-Germain vandt 6–1 samlet.
| 18. marts 2014 20:45 |

| Chelsea               | 2–0     | Galatasaray S.K. |
| --------------------- | ------- | ---------------- |
| Eto'o 4' · Cahill 42' | Rapport |                  |

| Stamford Bridge, London Tilskuere: 38.038 Dommer: Felix Brych (Tyskland) |

Chelsea vandt 3–1 samlet.
| 18. marts 2014 20:45 |

| Real Madrid                   | 3–1     | Schalke 04     |
| ----------------------------- | ------- | -------------- |
| Ronaldo 21', 73' · Morata 75' | Rapport | Hoogland 31' · |

| Santiago Bernabéu, Madrid Tilskuere: 65.148 Dommer: Sergei Karasev (Rusland) |

Real Madrid vandt 9–2 samlet.
| 19. marts 2014 20:45 |

| Manchester United                 | 3–0     | Olympiakos |
| --------------------------------- | ------- | ---------- |
| Van Persie 25' (str.), 45+1', 52' | Rapport |            |

| Old Trafford, Manchester Tilskuere: 74.662 Dommer: Björn Kuipers (Holland) |

Manchester United vandt 3–2 samlet.
| 19. marts 2014 20:45 |

| Borussia Dortmund | 1–2     | Zenit Sankt Petersborg  |
| ----------------- | ------- | ----------------------- |
| Kehl 38'          | Rapport | Hulk 16' · Rondón 73' · |

| Signal Iduna Park, Dortmund Tilskuere: 65.829 Dommer: Alberto Undiano Mallenco (Spanien) |

Borussia Dortmund vandt 5–4 samlet.

## Kvartfinaler
| Hold 1              | Samlet  | Hold 2            | 1. kamp | 2. kamp |
| ------------------- | ------- | ----------------- | ------- | ------- |
| Barcelona           | 1–2     | Atlético Madrid   | 1–1     | 0–1     |
| Real Madrid         | 3–2     | Borussia Dortmund | 3–0     | 0–2     |
| Paris Saint-Germain | 3–3 (u) | Chelsea           | 3–1     | 0–2     |
| Manchester United   | 2–4     | Bayern München    | 1–1     | 1–3     |

### Første kamp
| 1. april 2014 20:45 |

| Barcelona  | 1–1     | Atlético Madrid |
| ---------- | ------- | --------------- |
| Neymar 71' | Rapport | Diego 56' ·     |

| Camp Nou, Barcelona Tilskuere: 79.941 Dommer: Felix Brych (Tyskland) |

| 1. april 2014 20:45 |

| Manchester United | 1–1     | Bayern München       |
| ----------------- | ------- | -------------------- |
| Vidić 58'         | Rapport | Schweinsteiger 67' · |

| Old Trafford, Manchester Tilskuere: 75.199 Dommer: Carlos Velasco Carballo (Spanien) |

| 2. april 2014 20:45 |

| Real Madrid                      | 3–0     | Borussia Dortmund |
| -------------------------------- | ------- | ----------------- |
| Bale 3' · Isco 27' · Ronaldo 57' | Rapport |                   |

| Santiago Bernabéu, Madrid Tilskuere: 70.089 Dommer: Mark Clattenburg (England) |

| 2. april 2014 20:45 |

| Paris Saint-Germain                         | 3–1     | Chelsea             |
| ------------------------------------------- | ------- | ------------------- |
| Lavezzi 4' · Luiz 61' (sm.) · Pastore 90+3' | Rapport | Hazard 27' (str.) · |

| Parc des Princes, Paris Tilskuere: 45.517 Dommer: Milorad Mažić (Serbien) |

### Returkamp
| 8. april 2014 20:45 |

| Borussia Dortmund | 2–0     | Real Madrid |
| ----------------- | ------- | ----------- |
| Reus 24', 37'     | Rapport |             |

| Signal Iduna Park, Dortmund Tilskuere: 65.829 Dommer: Damir Skomina (Slovenien) |

Real Madrid vandt 3–2 samlet.
| 8. april 2014 20:45 |

| Chelsea               | 2–0     | Paris Saint-Germain |
| --------------------- | ------- | ------------------- |
| Schürrle 32' · Ba 87' | Rapport |                     |

| Stamford Bridge, London Tilskuere: 38.080 Dommer: Pedro Proença (Portugal) |

3–3 samlet. Chelsea vandt on away mål.
| 9. april 2014 20:45 |

| Atlético Madrid | 1–0     | Barcelona |
| --------------- | ------- | --------- |
| Koke 5'         | Rapport |           |

| Vicente Calderón, Madrid Tilskuere: 53.592 Dommer: Howard Webb (England) |

Atlético Madrid vandt 2–1 samlet.
| 9. april 2014 20:45 |

| Bayern München                          | 3–1     | Manchester United |
| --------------------------------------- | ------- | ----------------- |
| Mandžukić 59' · Müller 68' · Robben 76' | Rapport | Evra 57' ·        |

| Allianz Arena, München Tilskuere: 67.300 Dommer: Jonas Eriksson (Sverige) |

Bayern München vandt 4–2 samlet.

## Semifinaler
| Hold 1          | Samlet | Hold 2         | 1. kamp | 2. kamp |
| --------------- | ------ | -------------- | ------- | ------- |
| Real Madrid     | 5–0    | Bayern München | 1–0     | 4–0     |
| Atlético Madrid | 3–1    | Chelsea        | 0–0     | 3–1     |

### Første kamp
| 22. april 2014 20:45 |

| Atlético Madrid | 0–0     | Chelsea |
| --------------- | ------- | ------- |
|                 | Rapport |         |

| Vicente Calderón, Madrid Tilskuere: 52.560 Dommer: Jonas Eriksson (Sverige) |

| 23. april 2014 20:45 |

| Real Madrid | 1–0     | Bayern München |
| ----------- | ------- | -------------- |
| Benzema 19' | Rapport |                |

| Santiago Bernabéu, Madrid Tilskuere: 79.283 Dommer: Howard Webb (England) |

### Returkamp
| 29. april 2014 20:45 |

| Bayern München | 0–4     | Real Madrid                         |
| -------------- | ------- | ----------------------------------- |
|                | Rapport | Ramos 16', 20' · Ronaldo 34', 90' · |

| Allianz Arena, München Tilskuere: 68.000 Dommer: Pedro Proença (Portugal) |

Real Madrid vandt 5–0 samlet.
| 30. april 2014 20:45 |

| Chelsea    | 1–3     | Atlético Madrid                             |
| ---------- | ------- | ------------------------------------------- |
| Torres 36' | Rapport | Adrián 44' · Costa 60' (str.) · Turan 72' · |

| Stamford Bridge, London Tilskuere: 37.918 Dommer: Nicola Rizzoli (Italien) |

Atlético Madrid vandt 3–1 samlet.

## Finale
| 24. maj 2014 20:45 |

| Real Madrid                                                  | 4–1 (e.f.s) | Atlético Madrid |
| ------------------------------------------------------------ | ----------- | --------------- |
| Ramos 90+3' · Bale 110' · Marcelo 118' · Ronaldo 120' (str.) | Rapport     | Godín 36' ·     |

| Estádio da Luz, Lissabon Tilskuere: 60.976 Dommer: Björn Kuipers (Holland) |